# Wohn- und Wirtschaftsgebäude Battenbrock 1
Das Wohn- und Wirtschaftsgebäude Battenbrock 1 in der niedersächsischen Stadt Visselhövede, Ortsteil Hiddingen, wurde in der ersten Hälfte des 19. Jahrhunderts gebaut. Aktuell (2025) wird es zum Wohnen genutzt.
Das Gebäude steht unter Denkmalschutz (siehe auch Liste der Baudenkmale in Visselhövede).

## Geschichte und Beschreibung
Visselhövede wurde 1258 erstmals erwähnt und gehört zum heutigen Landkreis Rotenburg (Wümme). Hiddingen liegt 3 km nordöstlich vom Kernort Visselhövede.
Das eingeschossige giebelständige zurückversetzte Wohn- und Wirtschaftsgebäude als Zweiständer-Hallenhaus in Fachwerk mit Steinausfachungen, ziegeldecktem Krüppelwalmdach, Niedersachsengiebel mit Uhlenloch, Pferdeköpfe und der später verglasten Grooten Door mit Korbbogen wurde 1825 (Inschrift) gebaut. Das Haus auf einem Hofgut hat einen Vorschauer und ein späteres sehr großes Dachhaus mit Satteldach an der westlichen Traufseite.
Das Landesdenkmalamt befand u. a.: „… ein regionstypisches Hallenhaus der ersten Hälfte des 19. Jahrhunderts in Zweiständerkonstruktion ….“